# Религиозное расслоение
Религиозное расслоение, или религиозная стратификация, — неравенство социальных групп, принадлежащих к разным религиям, в рамках одного и того же общества (нации, государства и др.).
От религиозного расслоения следует отличать кастовую систему, когда религия санкционирует различный социальный статус членов собственной общины, однако безразлична к статусу сторонников иных религий. В Индии касты являются надрелигиозным явлением: хотя первоначально касты существовали только в индуизме, позднее возникли христианские касты, мусульманские касты, сикхские касты и др.
Религиозное расслоение может быть прямым следствием религиозной дискриминации, но не тождественно данному явлению, так как может быть вызвана и объективными экономическими факторами. Характерным примером может служить религиозное расслоение в США.
Социологи Ральф Э. Пайл (Ralph E. Pyle) и Джеймс Д. Дэвидсон (James D. Davidson) (2003) считают, что религиозное расслоение в США возникло в колониальный период в результате религиозного этноцентризма и конкуренции между различными конфессиями, а также из-за того, что представители одних конфессий располагали более значительными ресурсами, чем другие. Англикане, конгрегационалисты и пресвитериане представляли собой элиту раннеамериканского общества, тогда как прочие протестантские группы, католики, евреи и прочие имели более низкий социальный статус.
Позднее статус ряда религиозных групп изменился (Davidson 2007; Davidson and Pyle 2005; Pyle 2006, 1996; Pyle and Koch 2001). Самое известное из изменений — подъём евреев в верхний слой в течение XX века, в то время как католики, ранее занимавшие самые низкие позиции, стали занимать верхнюю часть среднего слоя. До настоящего времени религиозное расслоение сохраняется. Например, англикане (в настоящее время — епископальная церковь), конгрегационалисты (сейчас — Объединённая церковь Христа) и пресвитериане по-прежнему принадлежат к высшему социальному слою, тогда как прочие протестантские группы, такие, как баптисты, имевшие низкий статус в колониальный период, с тех пор существенно вверх не продвинулись. С другой стороны, евреи и католики, поощрявшие образование в своих кругах, активно участвовавшие в бизнесе и общественной деятельности, существенно улучшили свой социальный статус.